# Moulin de Rochoux
Le moulin de Rochoux est un moulin situé à Bouée (Loire-Atlantique), en France.

## Description
Le moulin est du type petit pied breton.

## Localisation
Le moulin est situé sur la commune de Bouée (Loire-Atlantique), dans le département de la Loire-Atlantique.

## Historique
Le moulin a été construit en 1507, précision apportée par le Blason des Seigneurs du Chatellier de Bouée. Il s'agit d'un moulin seigneurial.
Le monument est inscrit au titre des monuments historiques en 1982.